# لش (فرارلبرگ)
لش (به آلمانی: Lech) یک منطقهٔ مسکونی در اتریش است که در ناحیه بلودنتس واقع شده‌است. لش ۹۰ کیلومتر مربع مساحت دارد ۱٬۴۴۴ متر بالاتر از سطح دریا واقع شده‌است.